# Frank McMahon
Frank McMahon (New York, 20 settembre 1919 – Howth, 22 dicembre 1984) è stato un drammaturgo statunitense.

## Biografia
Frank McMahon nacque a New York da immigrati irlandesi, studiò alla Fordham University e combatté in marina durante la seconda guerra mondiale. Dopo aver svolto un ruolo da dirigente all'NBC, nel 1961 McMahon si trasferì in Irlanda per lavorare alla neo-fondata RTÉ.
A metà degli anni sessanta ottenne un grande successo quando adattò per le scene il romanzo di Brendan Behan Borstal Boy. La pièce omonima fu un grande successo all'Abbey Theatre di Dublino e poi a Broadway, dove valse al McMahon il Tony Award alla migliore opera teatrale.